# Albanese (cognome)
Albanese è un cognome di lingua italiana.

## Varianti
Albanesi, Albanesij, Albani.

## Diffusione
Cognome diffuso soprattutto nell'Italia meridionale e nell'Italia settentrionale. Ad esempio, gli Albanese furono una nota famiglia di scultori e architetti vicentini, che, tra la fine del XVI e la prima metà del XVIII secolo - nella loro bottega di tajapria, o lapicidi, in cui si lavorava la pietra di Vicenza - produssero opere per chiese, oratori, palazzi e ville, prevalentemente per la città di Vicenza. Secondo un rilevamento statistico effettuato nel 2000 dalla Seat Pagine Gialle, il cognome Albanese con 6.271 occorrenze rientrava tra i primi 200 cognomi italiani più frequenti (192º posto).

## Etimologia
Deriva dal termine "albanese", cioè "originario dell'Albania". Ma può anche derivare da località italiane che hanno come toponimo "Albano", albanus, dal latino albus ("bianco"), più il suffisso latino -ensis, che indica appartenenza, con il significato di "nativo o abitante di Albano".

## Storia
Il cognome Albanese nacque come soprannome dato a persone di origine albanese, o perché venivano direttamente dall'Albania o perché originari delle colonie albanesi dell'Italia meridionale. Il cognome si diffuse nel periodo delle repubbliche marinare, quando, specialmente a Venezia, vennero arruolati soldati fra gli albanesi. In altri casi, il cognome può essere di origine toponomastica e derivare da località italiane che hanno come toponimo "Albano": Albano di Lucania in provincia di Potenza, Albano Sant'Alessandro in provincia di Bergamo, Albano Vercellese in provincia di Vercelli, Albano Laziale in provincia di Roma.

## Persone

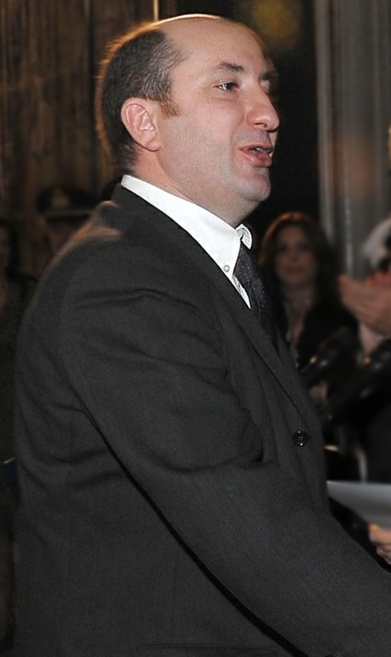
Antonio Albanese

- Alfredo Albanese, responsabile della sezione antiterrorismo veneziana, ucciso dalle Brigate Rosse
- Alessandro Albanese, calciatore belga
- Alfonso Roque Albanese, medico chirurgo, considerato un pioniere della chirurgia cardiaca e vascolare latinoamericana, membro fondatore della Associazione Panamericana di anatomia
- Anthony Albanese, 31º Primo ministro dell'Australia
- Antonio Albanese, attore comico italiano
- Bernardo Albanese, giurista italiano, cattedratico di diritto romano
- Diego Albanese, ex giocatore della nazionale argentina di rugby
- Giulia Albanese, storica italiana
- Giulio Albanese, missionario e giornalista italiano
- Giuseppe Leonardo Albanese, politico, membro del governo provvisorio della Repubblica napoletana
- Enrico Albanese, medico e patriota italiano
- Giuseppe Albanese, pianista italiano
- Giuseppe Albanese, deputato dell'opposizione al governo Mussolini
- Flavio Albanese, architetto, designer e giornalista italiano
- Francesca Albanese, giurista e docente italiana, dal 2022 relatrice speciale delle Nazioni Unite sui territori palestinesi occupati
- Francesco Albanese, attore italiano
- Francesco Albanese, tenore italiano
- Francesco Mandoj Albanese, patriota e deputato al primo Parlamento del Regno d'Italia
- Frank Albanese, attore statunitense, famoso per il ruolo di Patrizio Blundetto nella serie televisiva I Soprano
- Giacomo Albanese, matematico italiano
- Giovanni Battista Albanese, scultore e architetto italiano
- Girolamo Albanese, scultore e architetto italiano
- Guido Albanese, compositore italiano
- Licia Albanese, soprano italiana
- Ruggero Albanese, giornalista e dirigente sportivo italiano
- Oronzo Albanese, sacerdote e rivoluzionario italiano, giurisperito e docente di filosofia e teologia
- Silvano Albanese, cantautore e rapper italiano, detto Coez
- Valentina Albanese, pilota e dirigente automobilistica italiana
- Vincenzo Albanese, ciclista professionista italiano

### Variante Albanesi
- Aldo Albanesi, ex arbitro di pallacanestro italiano
- Franco Albanesi, giocatore di calcio a 5 italiano
- Gabriele Albanesi, regista e sceneggiatore italiano
- Vinicio Albanesi, Vinicio Albanesi, presbitero italiano

## Araldica
Tra i cognomi di questo gruppo, gli Albanesij hanno il titolo di "nobili generici".